# اينار راسموسن
اينار راسموسن (بالنرويجية: Einar Rasmussen)‏ (و. 1956  م) هو راكب الكنو نرويجي، ولد في أوسلو، شارك في الألعاب الأولمبية الصيفية 1988، والألعاب الأولمبية الصيفية 1984، والألعاب الأولمبية الصيفية 1976.

## التعليم
تعلم في الكلية النرويجية للعلوم الرياضية ‏.

## جوائز
حصل على جوائز منها:
- ميدالية افتنبوستن الذهبية [الإنجليزية]‏ (1979).

## روابط خارجية
- اينار راسموسن على موقع اللجنة الأولمبية الدولية (الإنجليزية)
- اينار راسموسن على موقع أوليمبيديا (الإنجليزية)